# Учёба и воспитание
«Учёба и воспитание» — советский военно-политический журнал, выходивший еженедельно с 1924 по 1926 год в Новониколаевске/Новосибирске.

## Общие сведения
Журнал начал издаваться в 1924 году Политическим управлением Сибирского военного округа как приложение газеты «Красноармейская звезда» и печатался типографией СибВО, которая располагалась в Красных казармах (корпус № 2). Появлению нового печатного органа предшествовала ликвидация другого издания военного ведомства — журнала «Сибирский стрелок», который был признан неэффективным и чуждым потребностям массовой аудитории. Новое издание должно было соответствовать лозунгу «Лицом к роте», что означало ведение партийно-политической работы с личным составом роты.
30 июля 1924 года был выпущен первый номер. Вплоть до № 16 издание выходило в свет объёмом 0,5 п. л., после чего начало печататься с обложкой, достигнув объёма в 6 п. л.
Тираж варьировался между 1850 и 3300 экземплярами.
В журнале освещались такие темы как партийное воспитание в Красной армии, организация деятельности военкоров, обмен знаниями по массовой работе, библиотечное дело в частях Сибирского военного округа.
В 1925—1926 годах 80—85 % объёма отводилось статьям из частей и с мест, а также корреспонденции.
На некоторых съездах военно-политических сотрудников СибВО журналисты издания выполняли анкетирования делегатов.
В конце 1926 года был опубликован последний номер.

## Коллектив журнала
В 1925 году должность ответственного редактора занимал Ф. И. Голиков (будущий начальник Главного разведывательного управления), с 1926 года — М. П. Шнейдерман. В состав редколлегии также входили И. Волоцкий, Н. Глинский; кроме того, в журнале постоянно печатались Е. Стратиевский, С. Ханжин, В. Серебровский, М. Голиков, Н. Псурцев, С. Сухотин; на его страницах появлялись статьи Б. А. Каврайского, председателя Сибирского краевого совета ОСОАВИАХИМ.